# 9-я Граховская лёгкая пехотная бригада
9-я Граховская лёгкая пехотная бригада (серб. 9. граховска лака пјешадијска бригада) — легкопехотная бригада Войска Республики Сербской.

## История
Сформирована в 1992, штаб-квартира – город Босанско-Грахово.
С началом войны занимала оборону на линии хребет Динара – Челебич фронтом на юг, прикрывая вход в северную часть долины Ливенско-Поле. 29 ноября – 10 декабря 1994 года вследствие хорватской операции «Зима-94» утратила несколько позиций на хребте Динара (горы Велики-Соколац, Троглав), а также отступила к северной оконечности Ливенска поля на линию Црни-Луг – хребет Старетина.
14-18 марта 1995 года была вытеснена с ряда позиций на хребте Динара к западу от Ливенско-Поля (горы Янково-Брдо, Преседла).
5 июня 1995 года, во время хорватской операции «Скок-2», в результате фронтальной атаки и отступления соседа справа (3-й Петровацкой бригады, занимавшей высоты на хребте Динара к западу от Црни-Луг) оставила Црни-Луг и перевал, ведущий из Ливенско-Поля в долину Пашич-Поле. 7-10 июня утратила контроль над горами Мали-Шатор и Велики-Шатор, контролирующими перевал с востока.
Во время хорватской операции «Лето-95» 25-26 июля 1995 года упорной обороной позиций на горе Марино-Брдо сдерживала наступление хорватов в Пашича поле по направлению к Босанско-Грахово. 27 июля в результате ввода противником в сражение дополнительных сил была принуждена оставить упомянутую гору. 28 июля ситуация усугубилась нехваткой артиллерийских боеприпасов, что стало причиной дальнейшего отступления бригады.
В последовавшие дни конца июля – начала августа 1995 года с боями отступила на север в район Дрвара. 